# Johann-Beer-Literaturpreis
Der Johann-Beer-Literaturpreis (auch Johann-Beer-Preis) war ein österreichischer Literaturpreis, der von 2009 bis 2018 von der Oberösterreichischen Ärztekammer und der Deutschen Bank vergeben wurde. Er ist nach dem Schriftsteller und Komponisten Johann Beer benannt.

## Johann-Beer-Literaturpreis
Mit dem Johann-Beer-Literaturpreis wurde jährlich das Werk eines österreichischen Autor ausgezeichnet, das „ästhetisch wie inhaltlich in herausragender Weise von den Unwägbarkeiten des Lebens und vom Umgang mit existenziellen Anforderungen und Nöten erzählt“, wie es die Mitgründer des Preises Gustav Ernst und Karin Fleischanderl benannten. Die Auszeichnung war mit 7.000 Euro dotiert.

## Preisträger
- 2009: Antonio Fian für den Prosaband Im Schlaf – Erzählungen nach Träumen
- 2010: Paulus Hochgatterer für den Roman Das Matratzenhaus
- 2011: Arno Geiger für das autobiografische Werk Der alte König in seinem Exil
- 2012: Monika Helfer für den Erzählungsband Die Bar im Freien
- 2013: Robert Schindel für den Roman Der Kalte[1]
- 2014: Friederike Mayröcker für ihr Werk cahier[2]
- 2015: Margit Schreiner für ihren Roman Das menschliche Gleichgewicht[3]
- 2016: Anna Mitgutsch für ihren Roman Die Annäherung.[4]
- 2017: Lydia Mischkulnig für den Erzählungsband Die Paradiesmaschine[5]
- 2018: Daniel Wisser für seinen Roman Königin der Berge[6]